# Xosophara centaura
Xosophara centaura är en insektsart som beskrevs av Ronald Gordon Fennah 1957. Xosophara centaura ingår i släktet Xosophara och familjen lyktstritar. Inga underarter finns listade i Catalogue of Life.